# Valentí Massana

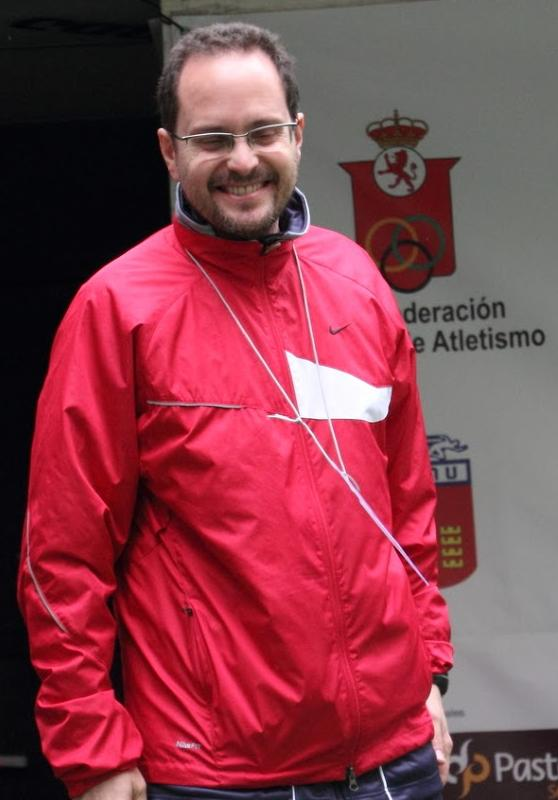
Valentí Massana 2013

Valentí Massana (Valentí Massana Gracia; * 5. Juli 1970 in Viladecans) ist ein ehemaliger spanischer Geher. 

## Leben
Wie José Marín und Jorge Llopart, die Begründer der spanischen Erfolgsserie im Gehen in den 1970er Jahren, stammt auch Valentí Massana aus der direkten Umgebung von Barcelona. Und wie bei seinen beiden katalanischen Vorgängern dauerte auch bei Massana die Karriere recht lang. Dabei kam Massana fast immer ins Ziel. Nur bei einer großen Meisterschaft wurde er disqualifiziert, ausgerechnet bei den Olympischen Spielen 1992 daheim in Barcelona, wo er im 20-km-Gehen auf einem Medaillenplatz lag, als ihn die Gehrichter aus dem Rennen nahmen.
Seinen größten Erfolg feierte Massana bei der 1993 in Stuttgart, als er mit einer halben Minute Vorsprung auf den Italiener Giovanni de Benedictis ins Ziel kam. Allerdings war sein Vorsprung bis ins Stadion sehr viel geringer, denn der Mexikaner Daniel García wurde, an zweiter Stelle liegend, erst im Stadion disqualifiziert. Bei der  1995 profitierte Massana davon, dass García erneut kurz vor Schluss aus dem Rennen genommen wurde, so dass Massana zu Silber hinter Michele Didoni aus Italien gelangte.
Auch im 50-km-Gehen gewann Massana eine Medaille mit Bronze in Atlanta 1996 hinter dem Polen Robert Korzeniowski und dem Russen Michail Schtschennikow.
Bei einer Körpergröße von 1,65 m betrug sein Wettkampfgewicht 51 kg.

## Platzierungen
- 1987 Platz 2 10.000 Meter Junioreneuropameisterschaften
- 1988 Platz 2 10.000 Meter Juniorenweltmeisterschaften
- 1989 Platz 1 10.000 Meter Junioreneuropameisterschaften
- 1990 Platz 5 20 km Leichtathletik-Europameisterschaften 1990
- 1991 Platz 5 5000 m Leichtathletik-Hallenweltmeisterschaften 1991
- 1991 Platz 5 20 km Leichtathletik-Weltmeisterschaften 1991
- 1993 Platz 1 20 km Leichtathletik-Weltmeisterschaften 1993
- 1994 Platz 3 20 km Leichtathletik-Europameisterschaften 1994
- 1995 Platz 2 20 km Leichtathletik-Weltmeisterschaften 1995
- 1996 Platz 20 20 km Olympische Spiele 1996
- 1996 Platz 3 50 km Olympische Sommerspiele 1996
- 1998 Platz 9 20 km Leichtathletik-Europameisterschaften 1998
- 1999 Platz 4 50 km Leichtathletik-Weltmeisterschaften 1999
- 2000 Platz 4 50 km Olympische Spiele 2000
- 2001 Platz 6 50 km Leichtathletik-Weltmeisterschaften 2001

## Bestzeiten
- 20 km Straßengehen: 1:19:25 h 1992
- 50 km Straßengehen: 3:38:43 h 1994